# Koeleria embergeri
Koeleria embergeri là một loài thực vật có hoa trong họ Hòa thảo. Loài này được Quézel mô tả khoa học đầu tiên năm 1954.